# Anna Gil
Pour les articles homonymes, voir Gil (homonymie).
Anna Gil Rebollal née le 29 avril 1995, est une joueuse espagnole de hockey sur gazon. Elle évolue au Júnior FC et avec l'équipe nationale espagnole.

## Carrière
Elle a fait ses débuts en juillet 2017 à Madrid lors d'un triple match amical contre la Tchéquie.